# Sonnenblumen (van Gogh)
Die Bilder mit den Titeln Drei Sonnenblumen, Fünf Sonnenblumen, Zwölf Sonnenblumen (in einer Vase) und Fünfzehn Sonnenblumen sind eine Serie von sieben Gemälden, die von August 1888 bis Januar 1889 von Vincent van Gogh in Arles (Südfrankreich) gemalt wurden.

## Entstehung
Die Serie entstand in der Vorbereitung auf die Ankunft seiner Malerkollegen Paul Gauguin und Emile Bernard. Vincent hoffte, mit ihnen und weiteren Künstlern eine Malerkolonie in der Provence gründen zu können. In seinem Brief 526 an den Bruder Theo schrieb Vincent: „In der Hoffnung, dass ich mit Gauguin in unserem eigenen Atelier wohnen werde, will ich eine Reihe von Bildern dafür machen. Weiter nichts als lauter große Sonnenblumen. […] Wenn ich also diesen Plan ausführe, wird es ein Dutzend Bilder geben. Das Ganze eine Symphonie in Blau und Gelb. Ich arbeite jeden Morgen von Sonnenaufgang an. Denn die Blumen verwelken schnell, und das Ganze muss in einem Zug gemalt werden.“
Van Gogh ergänzte die Sonnenblumenserie im Januar 1889 durch drei weitere Bilder (Zwei Bilder mit dem Titel Fünfzehn Sonnenblumen in einer Vase und Zwölf Sonnenblumen in einer Vase).

## Veränderung des Farbtons
Das leuchtende Chromgelb der gemalten Sonnenblumen wird mit der Zeit bräunlicher. Das Deutsche Elektronen-Synchrotron Desy in Hamburg fand heraus, dass dies eine Reaktion des gelben Pigments (Blei(II)-chromat) auf UV-Licht ist.

## Verbleib der einzelnen Gemälde
1912 erwarb die Neue Pinakothek München im Rahmen der Tschudi-Spende aus der Reihe das Bild mit zwölf Sonnenblumen aus dem Jahr 1888.
Am 30. März 1987 ersteigerte Yasuo Gotō (後藤 康男; 1923–2002) der japanischen Versicherungsgesellschaft Yasuda (heute: Songai Hoken Japan) bei Christie’s in London eines der späteren Bilder aus der Sonnenblumenserie zum damaligen Rekordpreis von 24,75 Millionen englische Pfund. Das Bild hängt heute im Sompo Museum of Art in Tokio. Nach der Auktion entwickelte sich eine Kontroverse um die Echtheit des Bildes. Die Kunsthistorikerin Geraldine Norman vertrat dabei die These, dass es sich bei dem Gemälde um eine Fälschung des Malers Émile Schuffenecker handelt, der 1901 mit der Restaurierung des Originals betraut worden war. Dieser Ansicht ist von verschiedenen Seiten widersprochen worden. In den offiziellen Ergebnislisten der Auktionshäuser wird dieses Bild jedoch nicht mehr als Originalgemälde van Goghs geführt.

## Beschädigungen 2022 und 2024
Am 14. Oktober 2022 übergossen zwei Frauen das in der National Gallery in London ausgestellte Gemälde Nr. 3 der Sonnenblumen-Serie mit Tomatensuppe. In Zusammenhang mit der Aktion forderte die Umweltgruppe Just Stop Oil die britische Regierung dazu auf, alle neuen Öl- und Gasprojekte aufzugeben. Die National Gallery teilte mit, dass durch die Aktion kleinere Schäden am Rahmen entstanden seien; das Bild selbst, das hinter einer Glasscheibe gezeigt wird, sei nicht beschädigt worden. Im Juli 2024 verurteilte der Londoner Southwark Crown Court beide Frauen wegen Sachbeschädigung. Bei der Tat gegen das Gemälde, dessen Wert auf bis zu 72,5 Millionen Pfund Sterling geschätzt wird, entstand laut Staatsanwaltschaft an dem Rahmen aus dem 17. Jahrhundert durch die Tomatensuppe ein Schaden von möglicherweise bis zu 10.000 Pfund Sterling. Ende September 2024 wurde das Strafmaß von zwei Jahren respektive zwanzig Monaten Haft für die beiden Frauen verkündet. Wenige Stunden nach der Gerichtsentscheidung bewarfen als Reaktion darauf erneut Aktivisten von Just Stop Oil in der National Gallery dasselbe Gemälde sowie das als Leihgabe des Philadelphia Museum of Art sich in der Ausstellung befindliche Exemplar Zwölf Sonnenblumen von 1889 mit Suppe.

## Die Bilder der Serie

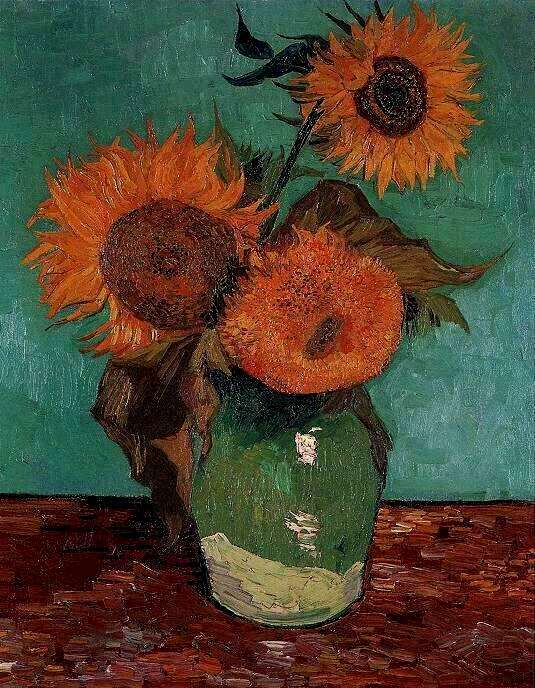
Drei Sonnenblumen (August 1888) Privatsammlung, USA
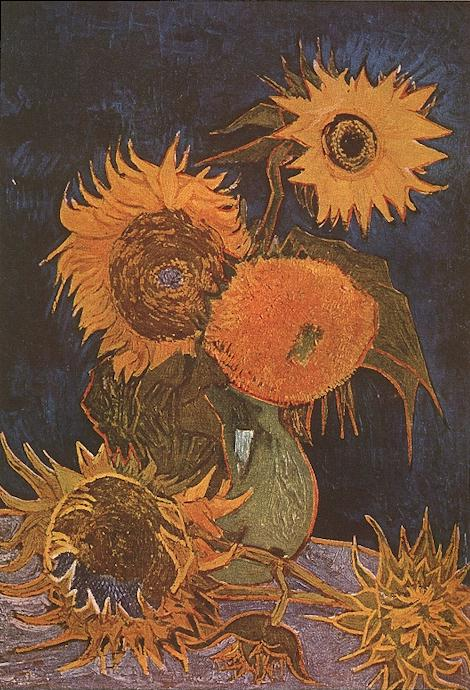
Fünf Sonnenblumen (August 1888) Während des Zweiten Weltkrieges in Japan (in Ashiya) durch ein Feuer zerstört
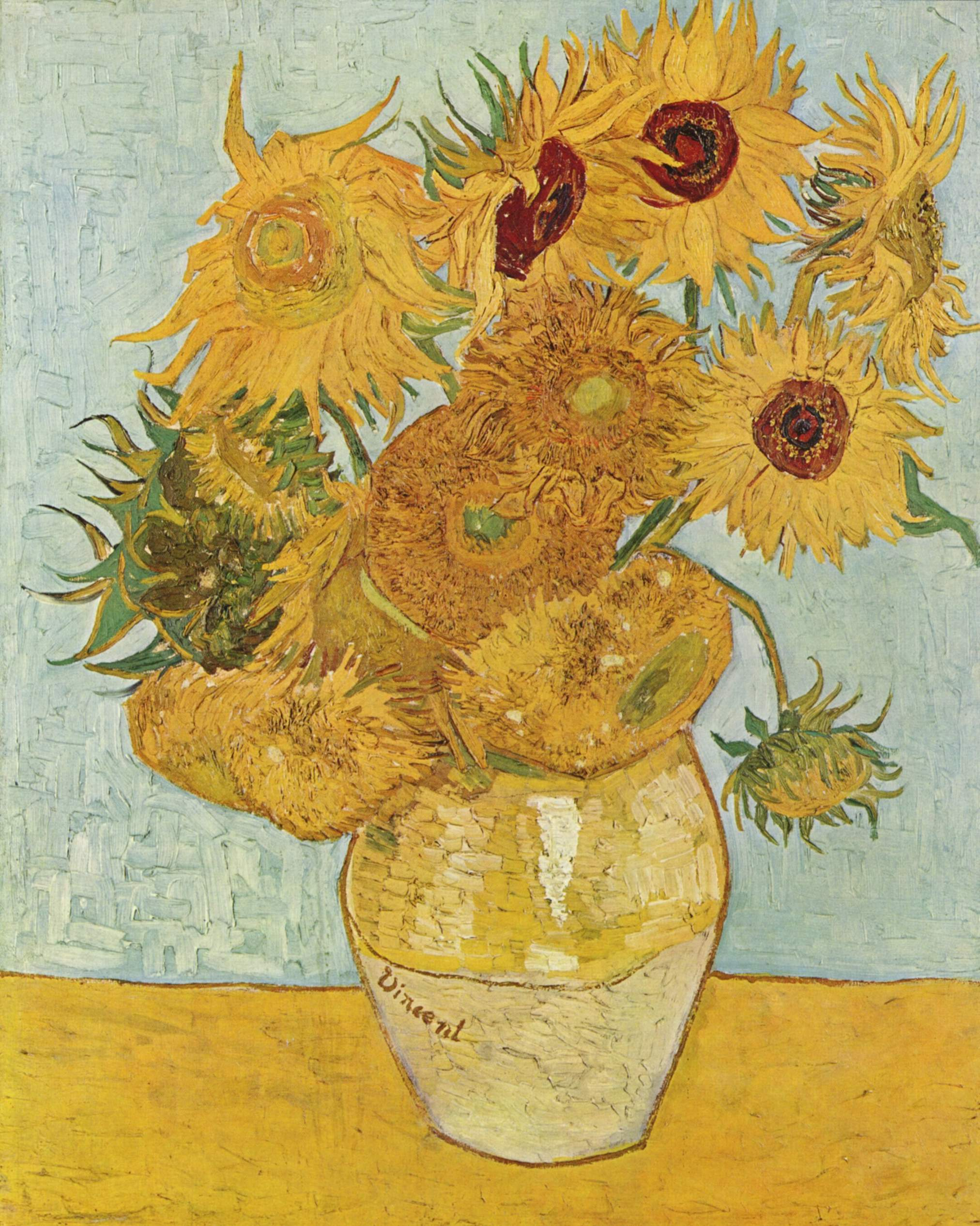
Zwölf Sonnenblumen in einer Vase (August 1888) Neue Pinakothek, München
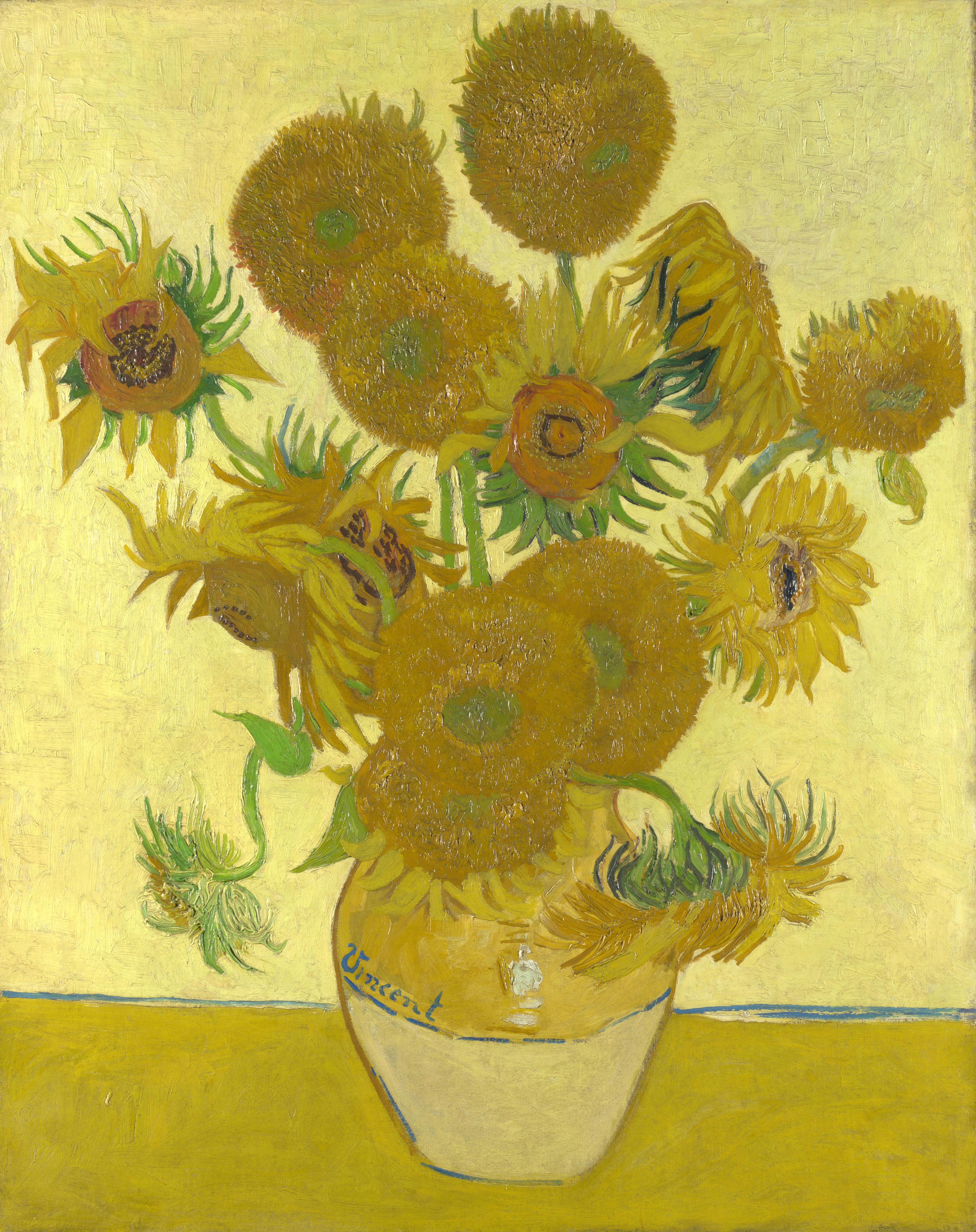
Fünfzehn Sonnenblumen (August 1888) National Gallery, London
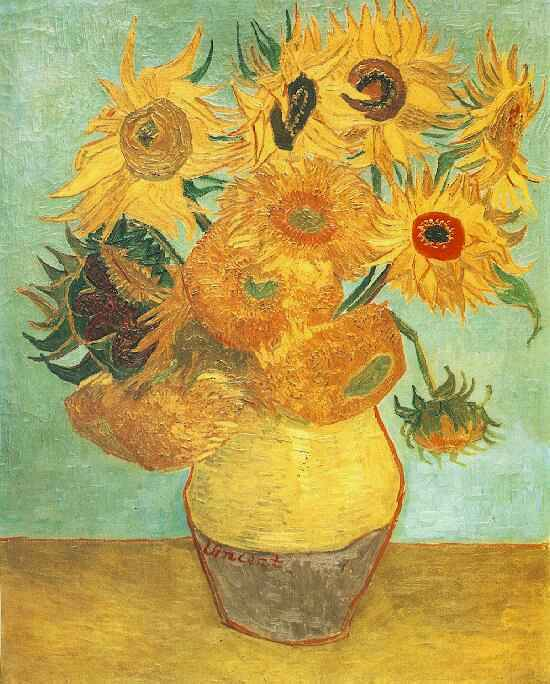
Zwölf Sonnenblumen (Januar 1889) Philadelphia Museum of Art
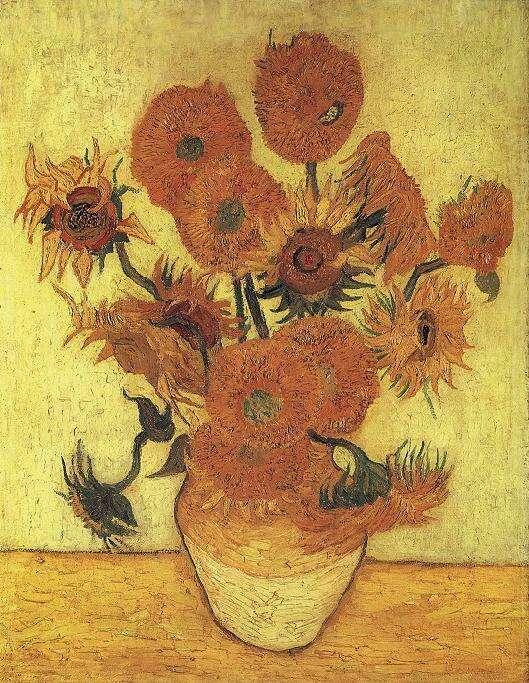
Fünfzehn Sonnenblumen (Januar 1889) Sompo Museum of Art, Tokio
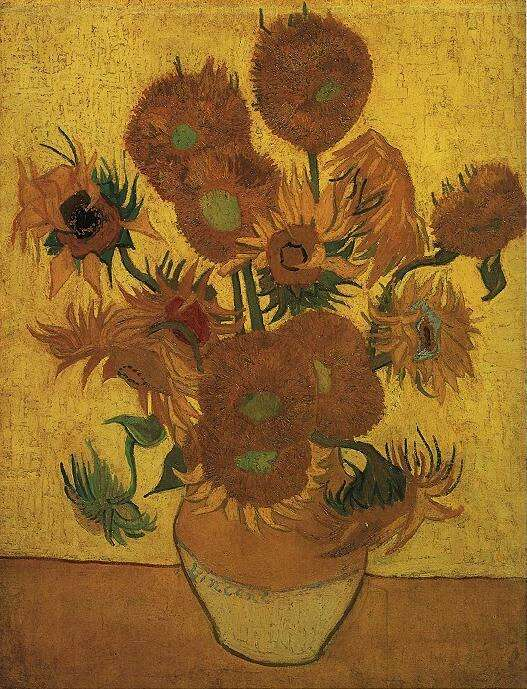
Fünfzehn Sonnenblumen (Januar 1889) Van Gogh Museum, Amsterdam

## Trivia
Der japanische Animationsfilm Die Sonnenblumen des Infernos aus der Detektiv-Conan-Reihe dreht sich inhaltlich um die Sonnenblumen-Bilder van Goghs. Teil der Handlung ist eine Version des Motivs, das sich in Japan befindet.